# الجمعية المعلوماتية البديلة
الجمعية المعلوماتية البديلة، تنظم الجمعية المؤتمرات، وورش العمل. وتقوم بنشر الكتب الإلكترونية، كما تساهم في تنظيم حملات عبر الإنترنت وخارجه ضد الرقابة على الإنترنت والمراقبة الجماعية، كما يساهم الأعضاء أيضا في المنشورات، والأنشطة المتعلقة بمحو الأمية الرقمية وألعاب الإنترنت.